# Solomys
Solomys là một chi động vật có vú trong họ Muridae, bộ Gặm nhấm. Chi này được Thomas miêu tả năm 1922. Loài điển hình của chi này là Uromys sapientis Thomas, 1902.

## Các loài
Chi này gồm các loài: